# Arie Pieneman
Arie Pieneman (Amsterdam, 16 oktober 1929 – Amstenrade, 21 januari 2009) was een professioneel voetballer van de voormalige Nederlandse voetbalclub Fortuna '54.
Hij begon als tienjarige met voetbal bij OVVO in Amsterdam. Bij deze omnivereniging beoefende hij ook de honkbalsport.
Pieneman was, om dienstplicht in Indonesië te ontlopen, werkzaam als mijnwerker in de Limburgse mijnen en speelde aanvankelijk als amateur bij Sportclub Emma uit het Limburgse Treebeek. Bij de start van het betaalde voetbal in Nederland in Geleen met de oprichting van de nieuwe profclub Fortuna '54, werd hij als een van de eerste profvoetballers toegevoegd aan de selectie. Hij speelde in de gloriejaren van Fortuna als linksback onder meer met zijn stadgenoot Cor van der Hart en met andere  internationals zoals Jan Notermans, Faas Wilkes, Bram Appel, Frans de Munck en Bart Carlier. Zijn grootste succes met de club was in 1957 toen in de Rotterdamse Kuip de KNVB Beker werd gewonnen door Feijenoord met 4–2 te verslaan.
Hij speelde 168 wedstrijden voor Fortuna in de Eredivisie in de competities 1956/57 tot en met 1961/62. Pieneman werd om zijn kleine gestalte en zijn krullenbol door zijn ploegmakkers de kleine genoemd.
Na zijn voetbalcarrière was hij onder meer hoofd opleidingen bij Feyenoord en tevens actief bij de amateurs van die club. Daarnaast fungeerde hij als trainer bij diverse Limburgse amateurclubs.

## Clubstatistieken
| Seizoen | Club        | Land      | Competitie              | Competitie | Competitie | Beker | Beker | Internationaal | Internationaal | Overig | Overig | Totaal | Totaal |
| Seizoen | Club        | Land      | Competitie              | Wed.       | Dlp.       | Wed.  | Dlp.  | Wed.           | Dlp.           | Wed.   | Dlp.   | Wed.   | Dlp.   |
| ------- | ----------- | --------- | ----------------------- | ---------- | ---------- | ----- | ----- | -------------- | -------------- | ------ | ------ | ------ | ------ |
| 1948/49 | SC Emma     | Nederland | Eerste klasse Zuid II   | 20         | 2          | –     | 0     | 0              | 0              | 0      | 0      | 20     | 2      |
| 1949/50 | SC Emma     | Nederland | Eerste klasse Zuid II   | 14         | 0          | –     | 0     | 0              | 0              | 1      | 0      | 15     | 0      |
| 1950/51 | SC Emma     | Nederland | Eerste klasse E         | 22         | 4          | –     | 0     | 0              | 0              | 0      | 0      | 22     | 4      |
| 1951/52 | SC Emma     | Nederland | Tweede klasse B Zuid II | 20         | 2          | –     | 0     | 0              | 0              | 6      | 2      | 26     | 4      |
| 1952/53 | SC Emma     | Nederland | Tweede klasse A Zuid II | 21         | 9          | –     | 0     | 0              | 0              | 0      | 0      | 21     | 9      |
| 1953/54 | SC Emma     | Nederland | Tweede klasse A Zuid II | 17         | 1          | –     | 0     | 0              | 0              | 1      | 0      | 18     | 1      |
| 1954/55 | Fortuna '54 | Nederland | NBVB (afgebroken)       | 11         | 0          | –     | –     | 0              | 0              | 0      | 0      | 11     | 0      |
| 1954/55 | Fortuna '54 | Nederland | Eerste klasse B         | 26         | 1          | –     | –     | 0              | 0              | 0      | 0      | 26     | 1      |
| 1955/56 | Fortuna '54 | Nederland | Hoofdklasse A           | 34         | 1          | –     | –     | 0              | 0              | 0      | 0      | 34     | 1      |
| 1956/57 | Fortuna '54 | Nederland | Eredivisie              | 34         | 0          | 5     | 0     | 0              | 0              | 0      | 0      | 39     | 0      |
| 1957/58 | Fortuna '54 | Nederland | Eredivisie              | 23         | 0          | 1     | 0     | 0              | 0              | 0      | 0      | 24     | 0      |
| 1958/59 | Fortuna '54 | Nederland | Eredivisie              | 31         | 0          | 4     | 0     | 0              | 0              | 0      | 0      | 35     | 0      |
| 1959/60 | Fortuna '54 | Nederland | Eredivisie              | 31         | 0          | –     | 0     | 0              | 0              | 0      | 0      | 31     | 0      |
| 1960/61 | Fortuna '54 | Nederland | Eredivisie              | 34         | 0          | 3     | 0     | 0              | 0              | 0      | 0      | 37     | 0      |
| 1961/62 | Fortuna '54 | Nederland | Eredivisie              | 17         | 0          | –     | 0     | 0              | 0              | 0      | 0      | 17     | 0      |
| 1962/63 | Limburgia   | Nederland | Eerste divisie          | 11         | 0          | 1     | 0     | 0              | 0              | 0      | 0      | 12     | 0      |
| Totaal  | Totaal      | Totaal    | Totaal                  | 366        | 20         | 14    | 0     | 0              | 0              | 8      | 2      | 388    | 22     |